# Liturgusidae

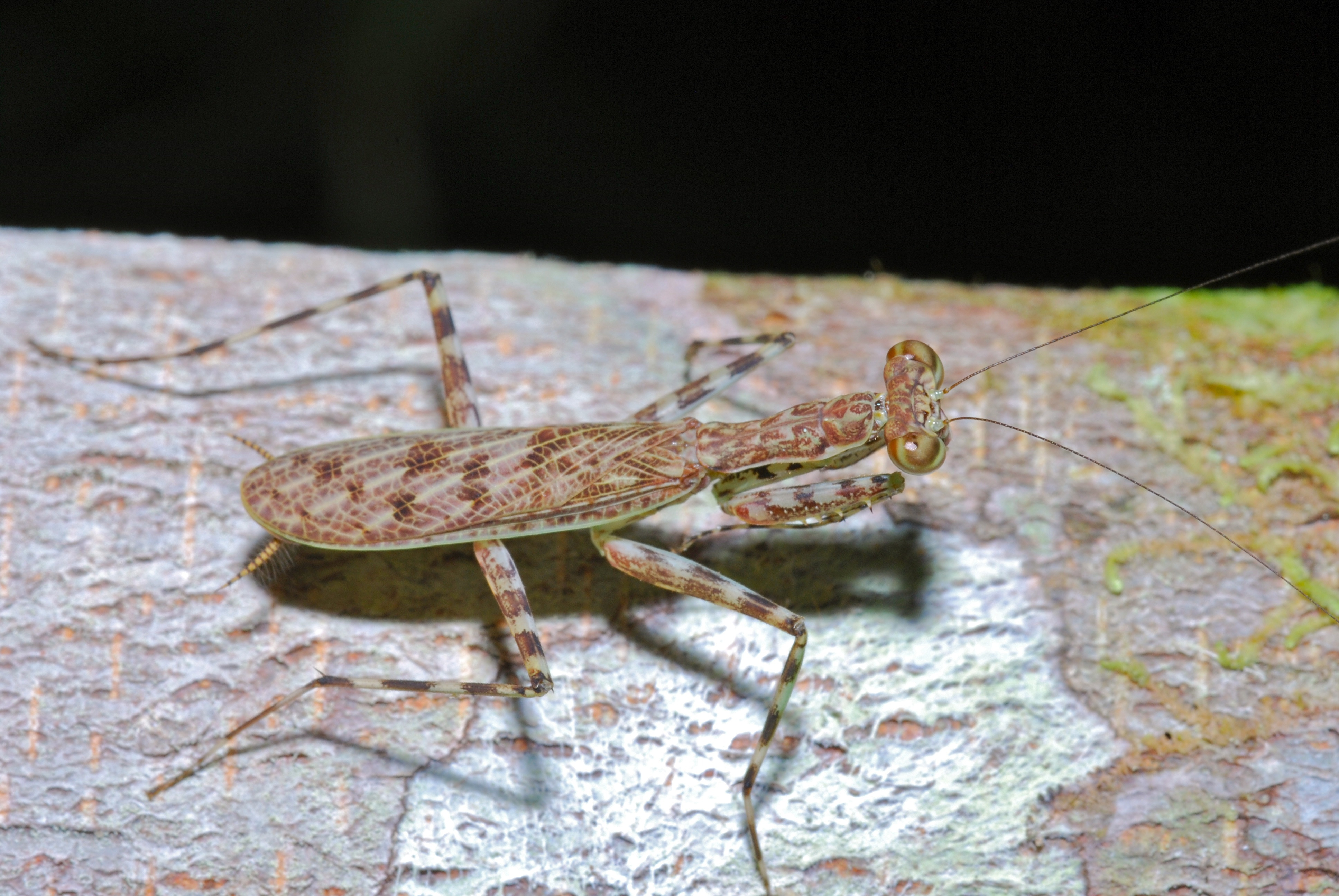
Liturgusa maya

Liturgusidae – rodzina modliszek z podrzędu Eumantodea i nadrodziny Acanthopoidea. Obejmuje 35 opisanych gatunków. Zamieszkują Amerykę Południową i Środkową.

## Morfologia

### Owad dorosły
Modliszki niewielkich do przeciętnych rozmiarów, osiągające od 14 do 52 mm długości ciała. Kształt ciała jest spłaszczony grzbietowo-brzusznie. Dymorfizm płciowy wyrażony jest w stopniu umiarkowanym i przejawia się m.in. większym i tęższym ciałem samic. W ubarwieniu występuje kamuflaż deformujący. Jest ono marmurkowe i może obejmować barwy: czarną, brązową, słomkową, rdzawą, białą, szarą czy zieloną.
Głowa ma przyoczka nie umieszczone na dużej, okrągłej wyniosłości, zredukowane, u samców tak duże lub co najwyżej nieznacznie większe niż u samic. Czułki są nagie lub z co najwyżej drobnymi i rozproszonymi szczecinkami.
Tułów u obu płci ma w pełni wykształcone skrzydła obu par; ich błony są nagie lub co najwyżej wzdłuż żyłki kostalnej opatrzone drobnymi, rzadkimi szczecinkami. Chwytne odnóże przedniej pary ma na udzie cztery typowo umieszczone kolce tylno-brzuszne oraz dodatkowy kolec tylny umieszczony za płatem kolanowym, który mógł wyewoluować poprzez przemieszczenie piątego kolca tylno-brzusznego i wówczas stanowić synapomorfię rodziny. Spośród kolców dyskoidalnych ten najbliższy nasadzie uda nie jest dłuższy od następnego. Najbardziej charakterystyczną cechą przedniego uda Liturgusidae jest obecność w okolicy najbardziej dosiebnego z kolców tylno-brzusznych okrągłego dołka, w który to wchodzi w spoczynku najbardziej odsiebny z kolców tylno-brzusznych goleni. Ponadto na przednim udzie występuje dodatkowy, nieregularny szereg małych kolców umieszczony nieco bardziej dośrodkowo niż kolce tylno-brzuszne.
Bardzo długie odnóża pary środkowej i tylnej cechują się spłaszczonymi udami równomiernie zwężającymi się odsiebnie od pogrubionej podstawy. Samcze narządy genitalne cechują się uproszczeniem budowy. Ich brzuszny fallomer ma krótki wyrostek dystalny wtórny i krótką, spiczasto zakończoną apofizę falloidalną.

### Kokon jajowy
Ooteka umieszczana jest na podłożu stroną tylną lub tylno-grzbietową, zwykle na korze, rzadziej na łodydze lub liściu. Kształt ma kulistawy z różnej długości rurkowatym wyrostkiem. Zwykle jej ściana zewnętrzna jest brązowa do kasztanowej, gruba i sztywna, ale zdarzają się kokony o ścianie cieńszej, siateczkowanej i prześwitującej. Wewnątrz kokonu znajduje się pojedyncza komora jajowa otwierająca się pojedynczym wylotem dla nimf zlokalizowanym na odsiebnym wierzchołku rurkowatego wyrostka.

## Ekologia i występowanie
Modliszki te zasiedlają przede wszystkim lasy deszczowe, jedynie Liturgusa maya spotykana jest na stanowiskach suchszym, w formacjach o wykształconych porach roku. Przystosowane są do życia na powierzchni pni i konarów drzew – mają grzbietobrzusznie spłaszczone ciało o ubarwieniu maskującym na tle kory lub porostów. Preferują korę nagą lub skąpo porośniętą epifitami.
Przedstawiciele rodziny zamieszkują krainę neotropikalną od środkowego Meksyku przez Amerykę Centralną i Antyle po południowo-wschodnią Brazylię.

## Taksonomia i ewolucja
Takson ten wprowadzony został w 1915 roku przez Ermanna Giglio-Tosa na łamach „Bullettino della Società Entomologica Italiana” pod nazwą Liturgusae, jako jedna z grup w obrębie podrodziny Sibyllinae. W systemie z 1919 roku Giglio-Tos wyróżnił w obrębie modliszkowatych podrodzinę Liturgusinae z plemionami Liturgusae, Dactylopteriges i Gonatistellae. Anton Handlirsch w systemie z 1930 roku zaliczył owe plemiona do podrodziny Mantinae. W systemach Luciena Choparda z 1949 roku i Maxa Beiera z 1964 roku występowała ponownie podrodzina Liturgusinae w obrębie modliszkowatych. W 1968 roku Beier wyniósł omawiany takson do rangi rodziny Liturgusidae i taką też klasyfikację zastosowali Reinhard Ehrmann i Roger Roy w systemie z 2002 roku. W bazującym na wynikach molekularnej analizy filogenetycznej systemie Julia Riviery i Gavina J. Svensona z 2016 roku zaliczono Liturgusidae do nowej nadrodziny Acanthopoidea oraz znacznie zawężono jej definicję. Na początku XX wieku do Liturgusidae zaliczano pojedynczą podrodzinę Liturgusinae, wyróżniając w niej pojedyncze plemię Liturgusini. Sytuacja zmieniła się w 2019 roku, kiedy to Christian J. Schwarz i Roy wyróżnili na podstawie danych morfologicznych w obrębie omawianego taksonu drugie plemię, Hagiomantini.
Do rodziny tej należy 35 opisanych gatunków, zgrupowanych w pięciu rodzajach i dwóch plemionach:
- Hagiomantini Schwarz et Roy, 2019
  - Hagiomantis Serville, 1839
- Liturgusini Giglio-Tos, 1915
  - Corticomantis Svenson, 2014
  - Fuga Svenson, 2014
  - Liturgusa Saussure, 1869
  - Velox Svenson, 2014

Według wyników analiz Riviery i Svensona z 2016 roku oraz Schwarza i Roya z 2019 roku Acanthopidae zajmują pozycję siostrzaną dla Photinaidae, tworząc z nimi klad siostrzany dla Liturgusidae. Te trzy rodziny tworzą z kolei klad z Coptopterygidae cechujący się synapomorfią w postaci obecności w pierwotnym planie budowy odnóża chwytnego pięciu kolców tylno-brzusznych na udzie.